# Den Kongelige Gæst
Den Kongelige Gæst er en dansk opera i 1 akt af Hakon Børresen. Libretto af Svend Leopold efter novelle af Henrik Pontoppidan. Uropført 15. november 1919 på Det kgl. Teater. Handlingen udspiller sig en aften i et lægehjem i Jylland omkring 1900. Dr. Høyer og hans kone venter gæster til fastelavnsfest. Der indløber afbud fra alle deltagere og Høyer er irritabel, men lidt lettet. I stedet får de overraskende besøg af en ukendt herre (Prins Karneval), der opfører sig ugenert, spiller på klaveret, konverserer fruen og foreslår at de gennemfører festen. Han forlader festen, og ægteparret finder sammen igen. (I modsætning til forlægget: Pontoppidan har ikke lagt skjul på, at Holger Drachmann er model til prins Karneval).
Varighed: 1 time.